# مجمع (طحالب)

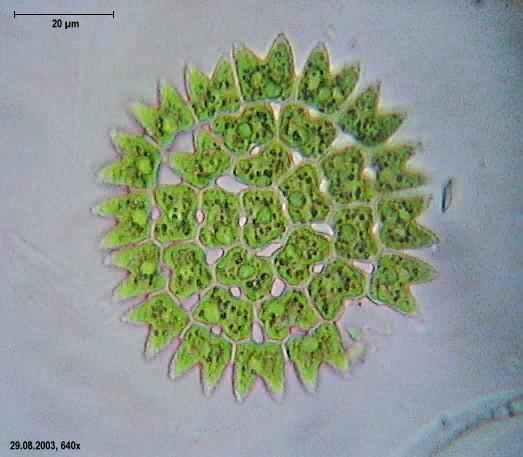
بدياسترم مضاعف

المجمع أو الزمرة أو سينوبيوم coenobium (ومجموعها سينوبيا coenobia) المكونة من وحدات خلوية متصلة جزئياً في شكل سلاسل أو في شكل تجمعات مختلفة من الخلايا الفردية. وتكون هناك عدد قليل جداً من الخلايا المتخصصة أو تكون هذه معدومة. وغالباً ما يتم تضمين الخلايا في مصفوفة صمغية التي يمكن أن تكون متحركة أو غير متحركة. وتشمل الأمثلة الفولفوكس (الاسم العلمي:طحلب الفولفكس Volvox) وأقارب لها والScenedesmus والبدياسترم (الاسم العلمي:Pediastrum) وHydrodictyon.